# Club-Sandwich

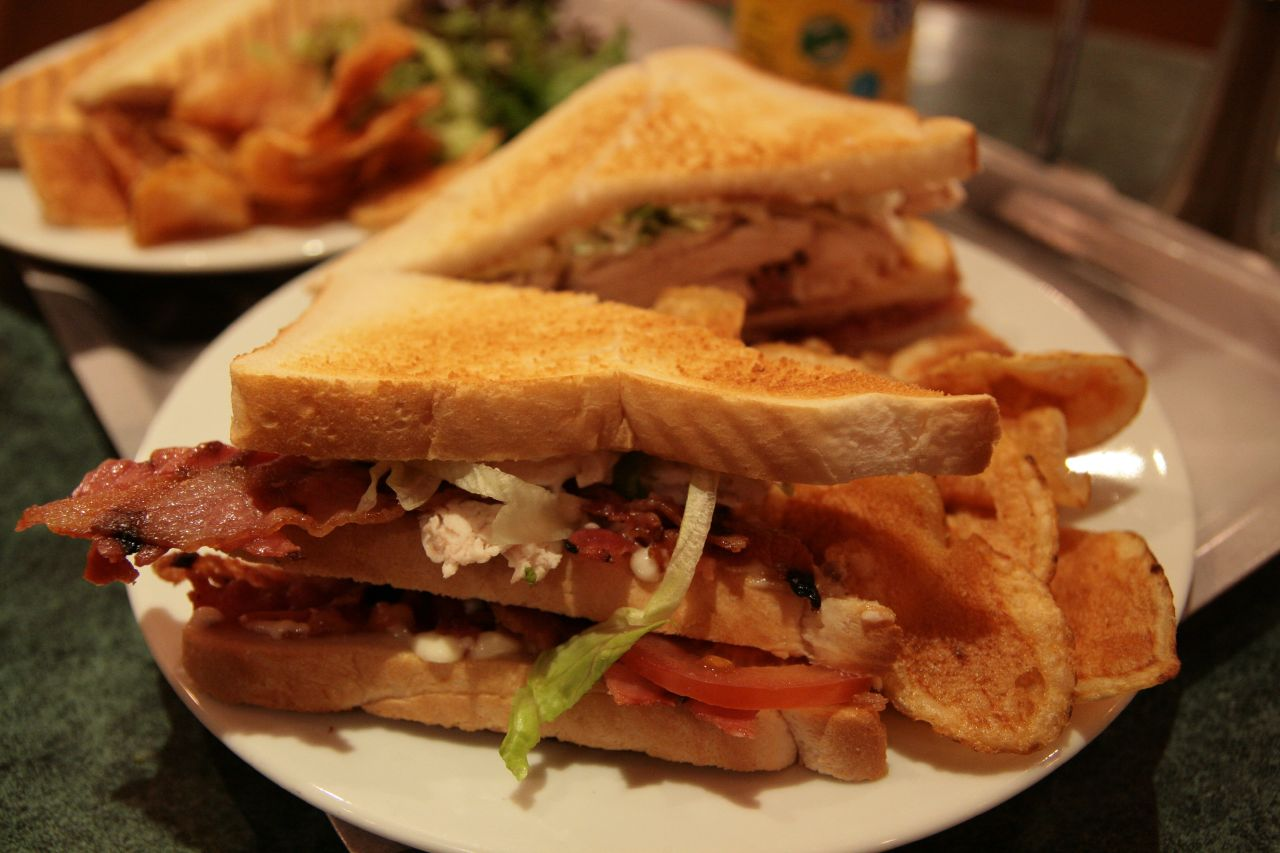
Club-Sandwich mit Huhn, Speck, und Salat

Das Club-Sandwich ist ein klassisches Sandwich, das 1894 zum ersten Mal beschrieben wurde. Es gibt verschiedene Variationen davon, als „New York Club Sandwich“ besteht es aus drei Brotscheiben.
Üblicherweise wird das Club-Sandwich mit Scheiben von gebratenem Speck, Putensteak, Schinken, Hühnchenbrust, Tomate und Salatblättern belegt. Die Toastbrotscheiben des Club-Sandwichs können geröstet oder frisch sein, mit Butter oder Mayonnaise bestrichen und mit zwei unterschiedlichen Belägen gefüllt werden. Weitere Beigaben wie Spiegelei, Avocado oder Pastrami sind möglich.
Das erste Rezept erschien 1894 unter dem Namen Club-House-Sandwiches im Rezeptbuch Sandwiches von Sarah Tyson Rorer: „Put on top of a square of toasted bread a thin layer of broiled ham or bacon; on top of this a thin slice of Holland pickle, on top of that a thin slice of cold roasted chicken or turkey, then a leaf of lettuce in the center of which you put a tea- spoonful of mayonnaise dressing; cover this with another slice of buttered toast. Press the two together, and cut from one corner to another making two large triangles, and send at once to the table.“ Das New Yorker Feinkostgeschäft Carnegie Deli war durch seine Sandwiches mit einem Gewicht von bis zu 900 g bekannt geworden, die mit Cocktailspießen zusammengehalten wurden.